# Мирко Петровић Његош (војвода)
Мирко Петровић Његош (Његуши, 19. август 1820 — Цетиње, 20. јул 1867) био је црногорски војвода, дипломата, пјесник, старији брат кнеза Данила, а отац краља Николе. Мирко Петровић Његош се прославио након побједе над Турцима у бици на Граховцу 1. маја 1858. у којој је заповиједао црногорском војском.

## Биографија
Мирко Петровић Његош се родио у Његушима крај Цетиња 19. августа 1820. у породици Станка и Крстиње Петровић Његош. По оцу је унук Стијепа Петровића Његоша, брата црногорског владике Петра I Петровића Његоша. Његов млађи брат је био кнез Данило Петровић Његош. Поред њега, Мирко је имао још једног брата и четири сестре. Мирко Петровић Његош се оженио Станом Мартиновић 7. новембра 1840. и у браку са њом је добио сина Николу, будућег кнеза и краља Црне Горе, и кћерке Анастазију и Марију.
За вријеме Омер-пашиног напада на Црну Гору, војвода Мирко се с малом четом Црногораца затворио у Острошки манастир и одолио турској надмоћи послије вишедневне опсаде.
Од 1857. до своје смрти Мирко Петровић Његош је био председник Црногорског сената.
Послије новог турског похода и црногорске побједе у бици на Граховцу, кнез Данило га је одликовао Граховачком медаљом и скупоцјеном сабљом, као и титулом великог граховског војводе.
На унутрашњем плану, његов оштри режим изазвао многа незадовољства, и знатно је допринио убиству кнеза Данила (1860) и одметништву Луке Вукаловића (1862).
Послије убиства кнеза Данила који није имао мушког насљедника, црногорски кнез је постао Мирков син Никола. Никола је првих година управљао је уз помоћ и сарадњу свога оца. Мирко је због оптужби да је умешан у убиство кнеза Данила протјерао митрополита црногорско-брдског Никанора Ивановића у Русију.
Турска влада је окривљивала Мирка да је он главни представник ратничке странке на Цетињу и да побуњује околна српска племена у Херцеговини. Стога је тражила 1862. године да војвода Мирко у миру напусти Црну Гору, али безуспјешно. Године 1862. избио је рат са Турском. Рат је био тежак за Црну Гору, али се свршио часним миром. Посредовањем великих сила тај је захтјев касније напуштен.
Мирко Петровић-Његош је 1864. основао Заложницу црногорску, прву финансијску институцију у Црној Гори.
До смрти је остао сива еминенција у Црној Гори. Преминуо је на Цетињу 20. јула 1867. од колере.

## Књижевни рад
Војвода Мирко био је одличан пјевач уз гусле и опјевао је сва знаменитија дјела својих јунака у борбама с Турцима. Те су пјесме прикупљене под именом „Јуначки споменик“, и објављене 1864.